# Nusantara
Nusantara (hivatalos nevén: Nusantara Főváros, indonézul: Ibu Kota Nusantara) Indonézia tervezett fővárosa a 2020-as évektől. Jakarta helyét veszi át fokozatosan, mint az ország fővárosa. Jakarta 1945 óta volt a szigetország központja. Borneó sziget keleti partján helyezkedik el, Kelet-Kalimantan tartományban, területe 2 560 km2 lesz. A tervek szerint közigazgatásilag el fog szakadni Kelet-Kalimantantól és önálló tartományi város lesz, mint ahogy Jakarta is.
Nusantara építését 2022 júliusában kezdték meg. Az építkezés első fázisa, amiben kormányzati irodákat, iskolákat és kórházakat építenek fel, egy hónappal később kezdődött. Több, mint 100 ezer építőmunkás érkezett a területre a projekt kivitelezésére, amit később közel százezerrel megemeltek, miután kritizálták a kormányt, amiért nem használt elég helyi munkaerőt.

## Földrajza

### Zónák
| Zóna                    | Zóna          | Tervezett épületek |
| ----------------------- | ------------- | --- |
| Kormányzóna             | Kormányzóna   | - Elnöki és alelnöki paloták - Minisztériumok, a törvényhozás épületei és a bíróságok - Kulturális parkok - Botanikus kertek |
| Fővárosi zóna           | Fővárosi zóna | - A rendőrség, a hadsereg és az állami hivatalt viselő személyek lakhelyei - Oktatási és egészségügyi épületek - Egyetem, technológiai és tudományos park - Csúcstechnológiás iparok - Kutatási és fejlesztési központok - Katonai létesítmények - Lakóépületek |
| Szélesebb fővárosi zóna | Első fázis    | - Nemzeti park - Orángután-védelmi intézmények - Lakóépületek |
| Szélesebb fővárosi zóna | Második fázis | - Nagyvárosi épületek - Egyéb |